# Tipula (Lunatipula) powersi
Tipula (Lunatipula) powersi is een tweevleugelige uit de familie langpootmuggen (Tipulidae). De soort komt voor in het Nearctisch gebied.